# Croix d'Heuland
La Croix d'Heuland est un monument situé à Heuland, en Normandie.

## Localisation
La croix est située au carrefour dit de la Croix-d'Heuland.

## Historique
La croix est classée monument historique depuis le 17 mai 1933.
Elle est surnommée croix de Rollon, bien que son équivalent souvent cité, croix de la Mare aux Poix,, fasse penser que cette dénomination serait initialement liée à la croix de ce lieu-dit, située sur le commune voisine, Branville.
Selon Jacques Lalubie, une précédente croix du XIVe siècle était édifiée à l'actuel lieu-dit la Croix d'Heuland. Elle serait la véritable « croix de Rollon » et, déplacée, serait l'actuelle croix du cimetière d’Heuland. Elle est ornée sur son fût de bosses en demi-sphère signifiant que l’endroit avait été atteint par la peste noire. Une légende raconte que le chef viking accrochait à cette croix ses bijoux afin d’affirmer son pouvoir et d’éprouver la convoitise de la population, ce qui est évidemment anachronique au vu de la date présumée de ladite croix.

## Description
C'est une croix du XVIe siècle en pierre, sculptée sur les deux faces : côté route, un Christ crucifié, fortement dégradé et, au revers,une Vierge Marie.

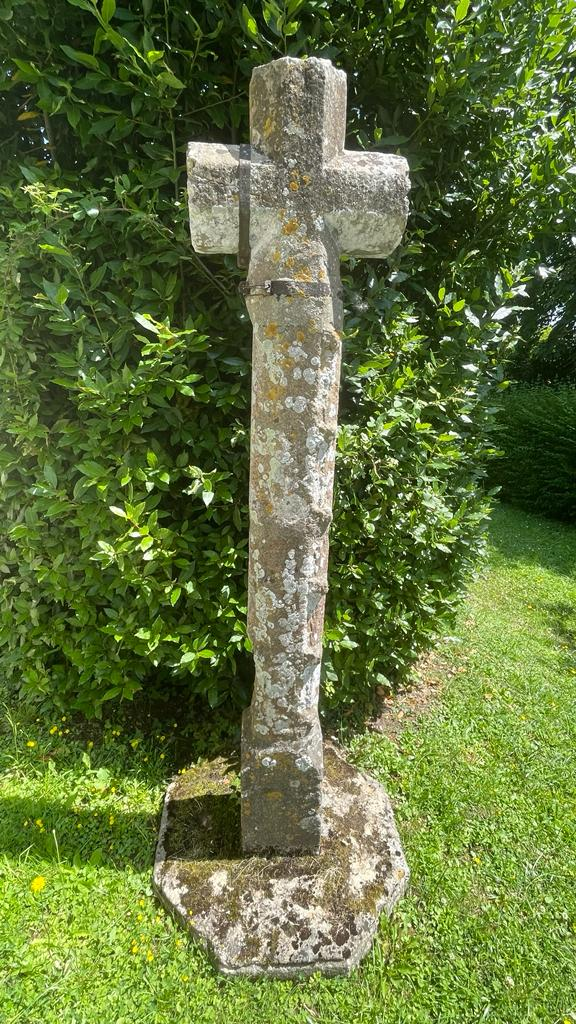
Croix dans le cimetière d'Heuland.
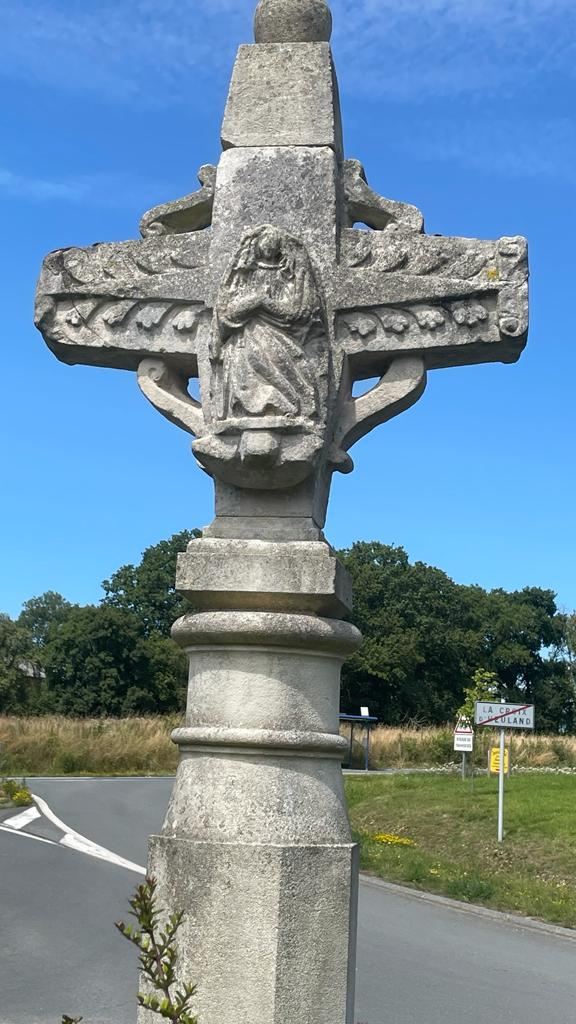
Croix d'Heuland (détail : la Vierge).
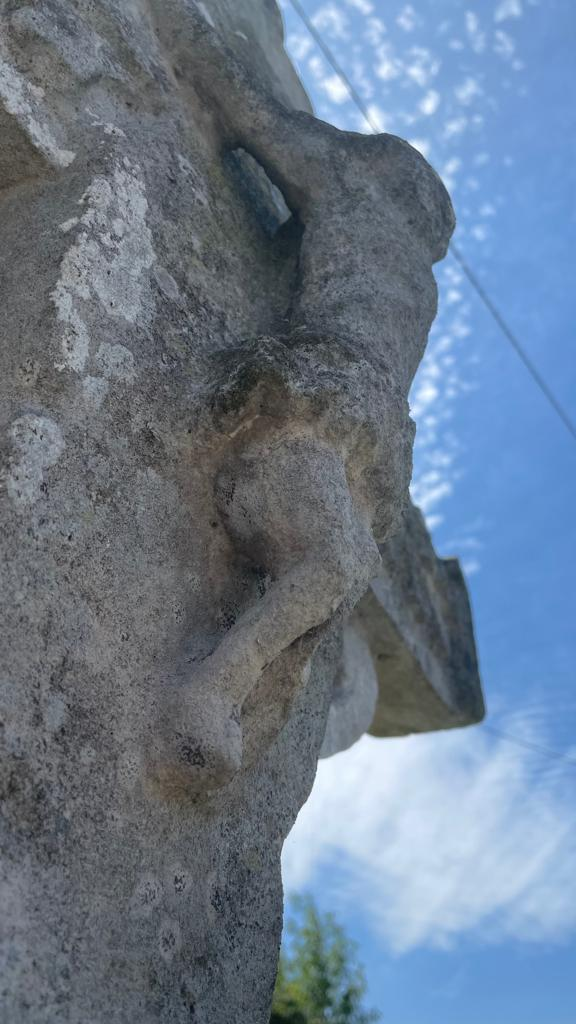
Croix d'Heuland (détail : le Christ).